# Flugplatz Detmold

i7
i11
i13

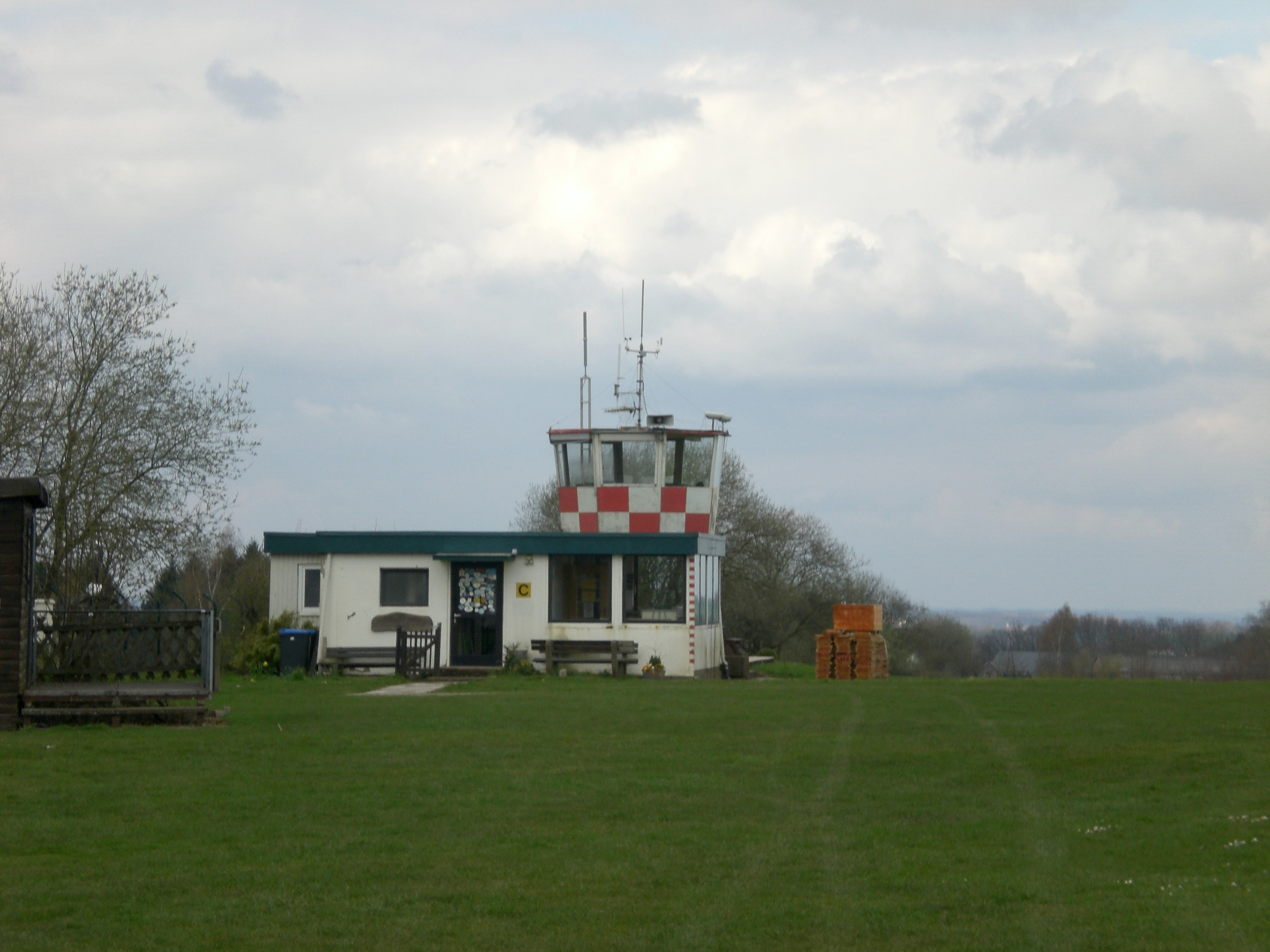
Der Turm des Flugplatzes Detmold

Der Flugplatz Detmold (ICAO-Code: EDLJ) ist ein Sonderlandeplatz in Ostwestfalen-Lippe und wurde 1934 am nordöstlichen Stadtrand als Fliegerhorst eröffnet. Er wurde in erster Linie für den Betrieb von Motorflugzeugen erbaut, dient aber heute auch als Start- und Landeplatz für Segelflugzeuge.

## Geschichte
Aufgrund des Ersten Weltkrieges verbot der Friedensvertrag von Versailles 1919 in Deutschland den Motorflug, mit der Folge, dass die Entwicklung des Segelflugsports begünstigt wurde. Es fanden sich auch in Detmold einige Flugbegeisterte, die am 18. April 1924 den Lippischen Verein für Flugwesen gründeten. Die öffentliche Förderung des Flugsports war nicht erlaubt, doch kamen auf Initiative des wichtigsten Sponsors Heinrich Kühlmuss genügend private Gelder zusammen. Einige Detmolder Lehrer förderten die Begeisterung ihrer Schüler für den Flugsport und so wurden schon bald die ersten Flüge auf dem Königsberg gestartet. Dabei handelte es sich um Gummiseilstarts, bei denen eine Mannschaft von vier bis zehn Personen das Segelflugzeug hangabwärts mit einem dünnen Gummiseil startete. Im Jahre 1931 fand eine Flugschau mit einer großen Zuschauerzahl statt. Allerdings gab es auch simulierte Luftkämpfe und Bombenabwürfe, die deutlich erkennen ließen, dass es sich um eine militärische Werbeveranstaltung handelte.
Anfang 1934 begann im Detmolder Ortsteil Hohenloh der Bau des Fliegerhorst Detmold der noch getarnten Luftwaffe auf einem Gelände von insgesamt 109 Hektar, der am 14. Oktober 1934 eingeweiht wurde. Die Segelflieger durften das Flugfeld noch kurzfristig benutzen, doch schon nach drei Monaten begann die Umwandlung in einen militärisch genutzten Flugplatz, dem auch eine Fliegerschule angeschlossen war. Man errichtete eine Anzahl von Gebäuden, die zur Unterbringung, Schulung und Versorgung der Flieger dienten. Außerdem wurden mehrere große Hangars gebaut. Das ganze etwa 1,5 Kilometer vom Stadtzentrum entfernte Areal erklärte man zum militärischen Sperrgebiet und es durfte von Zivilisten nicht mehr betreten werden. Der Fliegerhorst diente überwiegend der Ausbildung von angehenden Flugzeugführern. Unter anderen waren hier das Flieger-Ausbildungs-Regiment 72, die Flugzeugführerschule A/B 119 und die Fliegertechnische Schule 7 stationiert. Von März bis April 1940 und von November 1940 bis Januar 1941 belegten auch aktive fliegende Einheiten der Luftwaffe den Platz, so die III./JG 3 (III. Gruppe des Jagdgeschwaders 3) und die II./JG 27.
Im Zweiten Weltkrieg wurde der Fliegerhorst nicht bombardiert, wohl aber von amerikanischen und britischen Jagdflugzeugen angegriffen. Ende März 1945, kurz vor dem Einmarsch der Amerikaner, wurden große Teile des Flugplatzes gesprengt.
Nach ihrer Ankunft in den ersten Apriltagen 1945 bauten die United States Army Air Forces (USAAF) Airfield R.14, so seine alliierte Codebezeichnung, zu einer provisorischen Nachschubbasis (Supply & Evacuation Field / Tactical Air Depot) aus. Dazu wurden die Start- und Landebahnen mit Eisenplatten befestigt und verlängert. Die schweren Frachtflugzeuge landeten bis in die zweite Junihälfte im Minutentakt, manchmal die ganze Nacht hindurch.
Ein halbes Jahr nach Ankunft der Amerikaner kam die britische Royal Air Force. Die Royal Air Force Station Detmold, kurz RAF Detmold, wurde Anfang Mai 1949 zunächst Heimat der 652. Squadron, einer Air Observation Post Einheit der RAF, deren Personal sich aus RAF und British Army rekrutierte.
Die Staffel wurde im September 1957 an das neuaufgestellte Army Air Corps transferiert und rüstete später auf Hubschrauber um. Der Flugplatz wurde an die British Army übergeben, die ihn in Hobart Barracks umbenannten. Im weiteren Verlauf des Kalten Krieges war die Stadt Garnison der 20. britischen Panzerbrigade (Armoured Brigade) der Britischen Rheinarmee und nutzte den Flugplatz auch weiterhin als Hubschrauberlandeplatz. Er wurde in den 1970/1980er Jahren auch von den in RAF Gütersloh stationierten Senkrechtstartern Hawker Siddeley Harrier angeflogen. Hier lag in den letzten Jahren des Kalten Krieges das heute in Wattisham liegende 4. Regiment des Army Air Corps mit den Hubschraubern Gazelle AH1 und Lynx AH7. Im Juli 1995 verließen die Briten den Flugplatz.
Die zivile Nutzung der ehemaligen militärischen Liegenschaft erfolgt auf der Basis eines im August 1999 unterzeichneten Vertrages zwischen der Bundesvermögensverwaltung und der Stadt Detmold. Es mussten als erste Maßnahme zusätzliche Straßen gebaut werden, welche die Anbindung der Innenstadt von Herberhausen kommend verbesserten, ohne das Gebiet umfahren zu müssen. Es gab einen privaten Investor, der ein Gesamtkonzept für das komplette Gelände und alle Gebäude hatte. Die Stadt Detmold konnte aber eine Bürgschaft über eine Million DM nicht bewilligen und da Teile der Liegenschaft bereits veräußert waren, zog der Investor sein Angebot zurück.

## Heutige Nutzung
Heute ist der Flugplatz Heimat des Luftsportvereins Detmold, der sich in die drei Sparten Segelflug, Motorsegelflug und Motorflug gliedert. In allen drei Sparten werden Flugschüler ausgebildet. Der Verein zählt ungefähr 120 Mitglieder, darunter 20 Jugendliche.
Die alten Gebäude und Hangars werden heute teilweise gewerblich genutzt. Einen Schwerpunkt der zivilen Nutzung bilden Schulen: Die 13. Grundschule, die Britische Grundschule, die Christliche Hauptschule und die Schule für Erziehungshilfe. Neben der 13. Grundschule wurde ein Kindergarten eingerichtet. Für die psychiatrische Grundversorgung des Kreises Lippe ist das Gemeindepsychiatrische Zentrum zuständig. Die denkmalgeschützten Bauten entlang der Richthofenstraße sind für eine Nutzung durch Dienstleistungsbetriebe und Handel und als Wohnraum vorgesehen.
Mit der Kulturfabrik Hangar 21 wird eines der ehemaligen denkmalgeschützten Flughafengebäude seit 2010 als Veranstaltungsstätte von der Stadt Detmold betrieben.